# Julija Igorewna Stepanowa

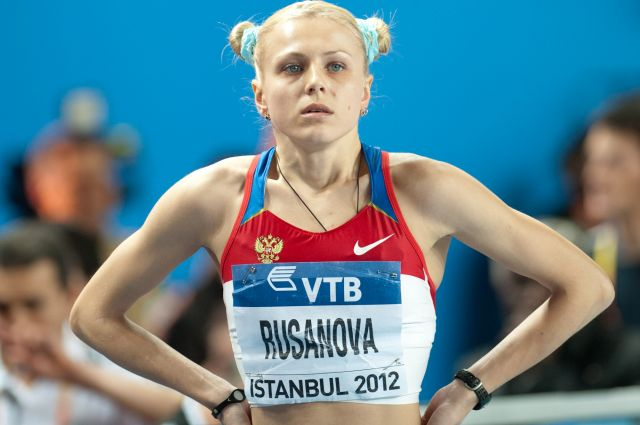
Stepanowa, damals noch Russanowa, bei den Hallenweltmeisterschaften 2012 in Istanbul

Julija Igorewna Stepanowa (russisch Юлия Игоревна Степанова, engl. Transkription Yuliya Stepanova, geb. Russanowa – Русанова – Rusanova; * 3. Juli 1986) ist eine russische Mittelstreckenläuferin, die sich auf die 800-Meter-Distanz spezialisiert hat.
2011 wurde sie bei den Halleneuropameisterschaften 2011 in Paris Dritte und bei den Weltmeisterschaften in Daegu Achte. Bei den Hallenweltmeisterschaften 2012 in Istanbul wurde sie Sechste. 2013 wurden ihr wegen Auffälligkeiten in ihrem biologischen Pass diese und alle anderen Platzierungen seit dem 3. März 2011 aberkannt und eine zweijährige Sperre gegen sie verhängt.
Sie ist mit Witali Stepanow, einem ehemaligen Angestellten der russischen Anti-Doping-Agentur RUSADA verheiratet. Beide berichteten 2014 in der ARD-Dokumentation Geheimsache Doping – Wie Russland seine Sieger macht von Hajo Seppelt ausführlich über systematisches Doping im russischen Sport.
Nach den Dopingberichten verließ das Ehepaar Russland und soll sich in den USA aufhalten. Nach der Suspendierung der gesamtrussischen Leichtathletik-Föderation (ARAF) durch den Weltleichtathletikverband (IAAF) trat die IAAF für den Start von Julija Stepanowa bei den Olympischen Spielen 2016 in Rio de Janeiro unter neutraler Flagge ein. Stepanowa durfte bei den Europameisterschaften in Amsterdam starten.
Das IOC lehnte jedoch die aktive Teilnahme Stepanowas an den Olympischen Spielen am 24. Juli 2016 mit dem Verweis auf das durch sie jahrelang betriebene Doping ab und lud sie lediglich als Gast nach Rio ein.
Stepanowa wurde 2016 mit dem Anti-Doping-Preis der Doping-Opfer-Hilfe ausgezeichnet.

## Persönliche Bestzeiten
- 800 m: 1:58,99 min, 23. Juli 2009, Tscheboksary
  - Halle: 1:58,14 min, 17. Februar 2011, Moskau
- 1000 m: 2:39,81 min, 6. September 2009, Dubnica nad Váhom
- 1500 m: 4:06,08 min, 26. Juni 2009, Brjansk
  - Halle: 4:16,08 min, 9. Februar 2008, Moskau